# Донцдорф
Донцдорф (њем. Donzdorf) град је у њемачкој савезној држави Баден-Виртемберг. Једно је од 38 општинских средишта округа Гепинген. Према процјени из 2010. у граду је живјело 10.878 становника. Посједује регионалну шифру (AGS) 8117015.

## Географски и демографски подаци
Донцдорф се налази у савезној држави Баден-Виртемберг у округу Гепинген. Град се налази на надморској висини од 407 метара. Површина општине износи 39,8 km². У самом граду је, према процјени из 2010. године, живјело 10.878 становника. Просјечна густина становништва износи 273 становника/km².

## Међународна сарадња
| Мјесто | Држава    | Врста сарадње | Од    |
| ------ | --------- | ------------- | ----- |
|        | Француска | партнерство   | 1979. |
| Извор  |           |               |       |